# International Presidency Tour
El International Presidency Tour fue una carrera ciclista profesional iraní.
Se disputó entre el 2008 y el 2011 formando parte del UCI Asia Tour, dentro de la categoría 2.2 (última categoría del profesionalismo). En 2013 se fusionó con el Tour de Azerbaiyán para formar el Tour de Irán-Azerbaiyán.

## Palmarés
| Año  | Ganador           | Segundo         | Tercero           |
| ---- | ----------------- | --------------- | ----------------- |
| 2008 | Ahad Kazemi       | Mahdi Sohrabi   | Medhi Fahridi     |
| 2009 | Ghader Mizbani    | Andrey Mizourov | Rasoul Barati     |
| 2010 | Hossein Askari    | Tobias Erler    | Samad Poor Seiedi |
| 2011 | Samad Poor Seiedi | Libardo Niño    | Amir Zargari      |

## Palmarés por países
| País | Victorias |
| ---- | --------- |
| Irán | 3         |